# Omar Abdulrahman
Omar Abdulrahman est un footballeur international émirati né le 20 septembre 1991 à Riyad en Arabie Saoudite. Il joue au poste de milieu de terrain.
Omar Abdulrahman a commencé sa carrière quand il est allé faire un essai pour l'équipe Al Hilal en 2000. Il a rejoint Al Ain en 2006 à l'âge de 15 ans. Dans la saison 2008-09, il a été promu en équipe première, et fait ses débuts en 2009 puis a remporté ses premières récompenses (Etisalat Cup, President's Cup et Super Cup). En dépit d'une blessure au ligament croisé la saison suivante et une mise à l'écart pendant plus de six mois, il est monté régulièrement en équipe première et a aidé son club à éviter la relégation durant la saison 2010-11. Il a terminé la saison avec 11 buts en 29 apparitions et a été élu joueur le plus prometteur de l'année. Dans la saison 2011-12, Omar a subi à nouveau la même blessure au genou et a été hors des terrains pendant six mois, il est revenu de blessure pour voir son club couronné champions de la ligue . Après un essai de deux semaines avec Manchester City, il est retourné à Al Ain pour devenir un joueur clé dans la saison 2012-13 et a été élu joueur Emirati de l'année, le joueur de l'année par les supporters et le jeune joueur arabe de l'année. En 2013 avec son équipe il obtient la Super Coupe de 2012, et le championnat, dans lequel il a également marqué 8 buts et 16 passes décisives en 31 rencontres. En 2014, Omar a été classé premier au classement des passes décisives en compétition national avec 19 passes décisives.

## Biographie
Omar est né à Riyad, grandissant dans un environnement de classe ouvrière, issu d'une famille riche originaire du Gouvernorat de l'Hadramaout d'Hadhramaout. Son père Abdulrahman Ahmed était un ancien joueur, il est le plus jeune de deux sœurs et de trois frères plus vieux, Ahmad, Khaled et Mohammed. Il a commencé à jouer au football à un très jeune âge et jouait la plupart de son temps dans les quartiers de Riyad. Il a attiré l'attention d'un scout Abdulrahman Eissa, qui l'a vu par hasard dans la cour Al Malaz près du stade Prince Faisal bin Fahd et a admiré son talent et a demandé au pour quel club il a joué. La réponse était qu'il ne jouait pas pour un club et qu'il n'avait pas non plus la nationalité saoudienne. Après qu'Abdulrahman Eissa ait commencé à le contacter avec son frère, il a ensuite commencé à participer à des tournois et des cours aux côtés de Yahya Al-Shehri. En 2000, il est allé faire un essai avec Al Hilal qui étaient très intéressés à le signer. Cependant, comme la nationalité arabe lui a été offerte qu'à lui et non pas toute sa famille, son père a rejeté l'offre. Puis un appel a été adressé à l'ami d'Abdulrahman Eissa, Ahmed Al Garoon, du membre d'honneur d'Al Ain , Nasser bin Thaloub, qui était à la recherche de jeunes joueurs talentueux. Abdulrahman Eissa lui a parlé du talent d'Omar et de ses frères Mohammed et Khaled. Il a demandé leur passeport et ils ont rejoint le camp extérieur Al Ain en Allemagne. Al Ain a accepté d'accorder la citoyenneté à toute sa famille qui a ensuite déménagé aux Émirats arabes unis. Omar a rejoint le club avec deux de ses frères et s'est inscrit à l'académie de jeunesse du club.

## Carrière
- Al Ain

Omar a rejoint l'académie du club d'Al Ain en 2007,  et a joué sous les couleurs du club en moins de 16, moins de 17, moins de 18, moins de 19, et en équipe réserve. Il a été promu en équipe première par l'entraîneur Winfried Schäfer après l'avoir vu au tournoi international de football Al Ain des moins de 17 en 2009. Ses débuts officiels avec l'équipe première ont été contre Al-Ahli le 24 janvier 2009 dans la Coupe Etisalat . Malgré sa promotion en équipe première, Omar a continué à jouer pour l'équipe réserve. Son dernier match avec l'équipe réserve a été contre Al Nasr le 24 janvier 2012. Il a marqué 6 buts et 3 passes décisives en 10 matches sur 5 saisons avec la réserve.
- Saison 2008-2009

Omar a fait ses débuts officiels pour l'équipe première le 24 janvier 2009 à l'âge de 17 ans, dans la Coupe Etisalat contre Al Ahli quand il est entré en cours de jeu en remplacement de Ahmed Khamis à la 77e minute.  Le 27 mars 2009, deux mois après ses débuts, il a remplacé Faisal Ali à la 70e minute dans la deuxième manche de la demi-finale de la Coupe Etisalat contre Al Jazira . Omar effectua un tir sur la barre transversale, avant que Dias ait converti le rebond marquant le seul but dans le match. Le 3 avril 2009, Omar est titularisé dans son équipe qui a défait Al Wahda dans la finale de coupe d'Etisalat.  Une semaine plus tard, le 13 avril, il a obtient sa deuxième titularisation, lors de la Coupe du Président dans une victoire 1-0 contre Al Shabab . Le 18 avril 2009, Omar a fait ses débuts en championnat dans une victoire 5-0 sur Ajman . Le 11 mai 2009, il a marqué son premier but Pro-League dans un match nul 2-2 avec Al Ahli, pour devenir le plus jeune joueur à marquer un but en cette saison.  suivi un autre but contre Al Wasl le 15 mai, marquant le 101e but de l'histoire du club d'Al Ain . Le 24 mai 2009, il a marqué son troisième but de championnat dans une victoire 2-0 sur Al Shaab .
- Saison 2009-2010

Avant le début de la saison, le 26 juillet 2009, Omar a subi une blessure au ligament croisé lors d'un match amical contre le FC Lausanne-Sport avec l' UA-U-20 .  26 février, Omar a récupéré de la blessure et a joué dans un match pendant la ligue des jeunes de moins de 19 ans contre Bani Yas et a terminé le match 4-2 à Al Ain.  19 mars, dans une victoire 2-3 contre Al Dhafra, il a marqué son premier but cette saison dans la ligue de réserve et effectué deux passes décisives.  23 avril, il a marqué et fait une nouvelle passe décisive dans une victoire 0-5 sur Al Wasl .  Omar a fait ses débuts de Champions League dans une victoire à la maison 2-0 contre Sepahan Isfahan FC .  il a marqué ses premiers buts de Pro-Ligue pour cette saison dans une victoire 5-3 sur Emirates .  Le 15 mai, il a aidé Al Ain en réserve à gagner la Réserve League en marquant un but et deux passes décisives dans une victoire 2-6 contre Al Sharjah .  Il a terminé la saison en marquant 5 buts en 7 matches avec les moins de 19 ans, la réserve et l'équipe première .
- Saison 2010-2011

En cette saison, Omar est régulièrement en équipe première, après le départ de Valdivia du club, il a hérité du maillot numéro 10. Le 28 août 2010, Omar a marqué avec un coup franc et une passe décisive à son coéquipier José Sand dans une victoire 4-3 à Dubaï dans son premier match de la saison.  Le 20 septembre 2010, lors du deuxième tour de la Coupe du Président , Omar a marqué son premier but dans la coupe dans une victoire de 5-0 sur Masfout .  Il a marqué un but d'un pénalty dans une défaite 1-2 à Al Ahli le 30 septembre,  Dans le match contre Al Wasl le 27 octobre 2010, il effectué une passe décisive pour un autre but de son coéquipier Mohanad Salem pour donner l'avantage à son équipe 2 -1 mais le match s'est terminé par un nul 2-2.  Dans une défaite 1-4 à Ittihad le 30 septembre, il a également fait une passe décisive à son coéquipier Faris .  Il a encore une fois fait une passe décisive à son coéquipier José Sand dans un match nul 1-1 contre Al Shabab le 23 décembre 2010.  Le 12 mai 2011, Al Ain a annoncé une prolongation du contrat d'Abdulrahman jusqu'en 2015.
Le 1er juin 2011, il a mené son équipe à battre Al Jazira 4-1 en marquant deux buts et une passe décisive sur le quatrième.  Le 12 juin 2011, Omar a été élu le joueur le plus prometteur de l'année de Pro-Ligue pour la deuxième fois par le journal d'Emirati Al Ittihad .  Omar a terminé la saison en marquant 11 buts et 8 passes décisives dans 29 matches dans toute compétitions confondues.
- Essai à Manchester City

Le 6 août 2012, Omar a confirmé sur Twitter qu'il rejoindrait le côté anglais Manchester City à l'essai.  Après être arrivé à Manchester, il a immédiatement rejoint la formation d'équipe.  L'essai a duré deux semaines, il a joué quelques matchs amicaux et le rapport a été un résultat positif, mais l'accord a été rompu en raison de son permis de travail et les questions de rang de l'équipe nationale.  Le 9 mars 2013, Cosmin Olaroiu, entraîneur de l' Al Ain, a déclaré: «City lui a offert un contrat de quatre ans après s'être entraîné avec eux l'été dernier et qu'il accepterait une deuxième offre.  Le 11 mars, le chef de l'académie du club Brian Marwood , a confirmé qu'ils sont toujours intéressés par Omar. 

## Palmarès

### Club
- Champion des Émirats en 2012 et 2013 et 2015 avec Al Ain.
- Vainqueur de la Coupe des Émirats en 2009 avec Al Ain.
- Vainqueur de la Supercoupe des Émirats en 2009 et 2012 avec Al Ain.

### En sélection nationale
- Troisième de la Coupe d'Asie 2015 avec les Émirats arabes unis.

## Distinctions personnelles
- Co-Meilleur passeur de la Coupe d'Asie 2015 avec les Émirats arabes unis.
- Figure dans l'équipe type de la Coupe d'Asie 2015.

En 2013, Omar a été désigné par la FIFA comme étant une des futures stars les plus prometteuses en Asie. Omar a été classé 39 sur une liste de 50 parmi les 50 meilleurs joueurs de la saison 2012-13.